# Claude Polin
Pour les articles homonymes, voir Polin.
Claude Polin, né le 31 mai 1937 dans le 4e arrondissement de Paris, ville où il est mort le 23 juillet 2018 dans le 5e arrondissement, est un philosophe politique, politiste et essayiste français. Royaliste légitimiste, il est un spécialiste du totalitarisme et du libéralisme, dont il est aussi un opposant.

## Biographie
Claude Polin est le fils de Raymond Polin.

### Carrière et collaborations
Professeur de philosophie politique et sociale à l'université Paris IV-Sorbonne, auditeur à l'Institut des hautes études de Défense nationale, Claude Polin se fait connaître en 1977, avec son ouvrage intitulé L'esprit totalitaire, publié chez Sirey. S'ensuivent d'autres livres, souvent écrits en collaboration avec son ami Claude Rousseau, et entre autres, un « Que sais-je ? » sur Le totalitarisme, réédité pour la troisième fois en 2007.
Entre 1974 et 1983, Polin fait partie de la rédaction de la revue de science politique La Légitimité, avec les universitaires Alain Néry, Guy Augé, Jean-Pierre Brancourt et Thierry Buron. Dans les années 1980-1990, il collabore occasionnellement à Éléments et Nouvelle École, avant de se rapprocher des revues Catholica et Chronicles dans les années 2000-2010.

### Travaux
Dans L'esprit totalitaire, Polin démontre que, comme le communisme et le fascisme, le libéralisme conduit à l'uniformisation des esprits et à la surveillance de masse. Pour lui, le totalitarisme est avant tout un phénomène moderne qui ne doit rien à la nature du pouvoir, mais qui est le fruit de l'« esprit égalitaire » et, plus indirectement, de la mentalité économique, « le culte de l'égalité [étant] fils du culte de l'économie ». D'après Polin, c'est particulièrement vrai pour le libéralisme, qui implique la croyance en la « vertu sociogénique » de l'activité économique et qui transforme la société en un marché gouverné par l'intérêt personnel, niant toute limite et ayant pour principal objectif d'assouvir tous les désirs et pulsions des hommes. Pour Polin, résumé par Alain de Benoist, « l'homme totalitaire, c'est l'homo œconomicus » et « loin de constituer un rempart contre les totalitarismes, les démocraties libérales recèlent en leur sein le principe même de son avènement ».

### Engagements politiques
Pour la revue Éléments, Claude Polin est souvent classé parmi les « contre-révolutionnaires » en raison de son légitimisme, mais sa pensée « est en réalité beaucoup plus complexe ».
En outre, Claude Polin est, pendant 6 mois en 1989, membre du conseil scientifique du Front national, instance créée un peu plus tôt par Jean-Yves Le Gallou. Il appartient également au Club de l'horloge.
À l'hiver 1981, il cosigne dans Éléments une tribune intitulée « Pour une alternative au socialisme ». En juin 1987, il lance un appel d'universitaires en faveur de la réforme du Code de la nationalité, avec François-Georges Dreyfus, Maurice Boudot, Michel Crouzet, Claude Rousseau et Jacques Robichez. En 1999, il signe la pétition « Les Européens veulent la paix », initiée par le collectif Non à la guerre, pour s'opposer à l'intervention de l'OTAN dans la guerre du Kosovo,.

### Vie personnelle
Il est l’époux de Nancy Derr-Polin, agrégée d'anglais et enseignante à l'École alsacienne pendant 28 ans. Avec elle, il a deux filles.

## Ouvrages
- Tocqueville : De la Démocratie en Amérique, Hatier, coll. « Profil d'une œuvre », 1973, 80 p.
- L'Esprit totalitaire, Éditions SIREY, 1977.
- Les Illusions de l'Occident, Albin Michel, 1980.
- avec Raymond Polin, Le Libéralisme. Espoir ou péril, Paris, Table ronde, 1984, 370 p.
- avec Claude Rousseau, Les illusions républicaines, PSR éditions, 1993, 352 p.
- La Cité dénaturée. Cité classique contre cité moderne, PSR éditions, 1997, 358 p.
- Le Totalitarisme, PUF, coll. « Que sais-je ? », 3e éd. mise à jour, 2007, 127 p.